# 蒂珀卡努战役
蒂珀卡努战役（英語：Battle of Tippecanoe）是美国与美洲原住民于1811年11月7日在印第安纳领地蒂珀卡努河附近进行的一场战役。由威廉·亨利·哈里森率领的美国军队击败了滕斯克瓦塔瓦领导的特库姆塞联盟，原住民聚居点先知镇在战役结束后被美军摧毁。

## 背景
1801年，威廉·亨利·哈里森成为首任印第安纳领地总督:50–53，他在上任后向当地原住民部落施压，要求割让土地给美国政府。肖尼族领导人特库姆塞和其弟滕斯克瓦塔瓦反对将原住民土地割让给美国政府。1808年，特库姆塞和滕斯克瓦塔瓦向西迁移，在现代的拉斐特以北、蒂珀卡努河和沃巴什河交汇处附近建立了一个新村庄，以精神领袖滕斯克瓦塔瓦的名号“先知”命名为先知镇（Prophetstown）。在两人的领导下，先知镇吸引了数千名讲阿冈昆语语的原住民。:210居民来自大约14个部落，主要为肖尼人、特拉华人和波多沃米人。:14
1809年，哈里森和以特拉华为主的部落达成《韦恩堡条约》，向原住民部落购买约12,000平方公里的土地。肖尼人也居住在条约所划地的北部，但被排除在条约谈判之外。特库姆塞质疑条约的合法性，指出参与谈判的部落领袖不能代表当地所有原住民部落。尽管特库姆塞抵制条约，但不愿直接与美国对抗。他前往游说各部落，要求战士加入自己的行动，威胁要杀死遵守条约的酋长和战士，同时在先知镇建立抵抗力量。:212:164–165

## 前奏
1810年8月，特库姆塞带领来自数个部落的400名武装战士前往万塞讷与哈里森会面，要求哈里森废除条约并归还土地，遭到哈里森拒绝。:164:212特库姆塞表示：如果归还土地，他将忠诚地为美国人效力；否则，自己会寻求与英国结盟。:166同年11月，特库姆塞前往加拿大会见英国人和加拿大人。:177在1810-1811年间，美国战争部长威廉·尤斯蒂斯向印第安纳领地派出1个步兵团和2个独立连。:15
在接下来的一年里，哈里森指责肖尼人在边境谋杀了少数人，并盗窃了一船盐。:167哈里森向华盛顿写了一连串信件，要求获准采取敌对行动，他写道“在印第安战争中，没有防御，唯有进攻。”1811年夏天，哈里森召特库姆塞开会，双方讨论了有关特库姆塞联盟准备战争的流言、白人/原住民的互相攻击问题、原住民对土地割让的不满诉求，会议未取得成果。:183特库姆塞告知哈里森，自己将南下前往其他部落为自己的联盟招募人手，并请求在他离开的这段时间，哈里森和滕斯克瓦塔瓦不要发生争端。:213
哈里森认为特库姆塞的联盟是一个重大威胁，并决定摧毁其总部先知镇。:17在特库姆塞暂时离开后，由滕斯克瓦塔瓦负责先知镇。但先知镇位于新割让土地之外，没有国会批准哈里森无权宣战。9月，几个原住民在突袭中盗走了定居者的马，给哈里森提供了扩大武力示威的借口。:39-40哈里森开始在万塞讷以北3英里的诺克斯堡集结军队，包括正规军和民兵在内共约一千人。10月3日到达特雷霍特，在等待补给的同时建造哈里森堡。10月10日晚，一名哨兵在哈里森堡外被原住民开枪重伤。当月，哈里森还派出了一个代表团去联系一些特拉华酋长，特拉华酋长在来哈里森堡的途中被先知镇扣押了一段时间。特拉华酋长们在被释放后于10月27日抵达哈里森堡，酋长告诉哈里森，先知镇的战士每晚都在进行戰舞，滕斯克瓦塔瓦还保证会活活烧死战争中的第一批被俘者。哈里森以这些事件为借口准备进入先知镇地区。他写信给战争部长威廉·尤斯蒂斯，表示“现在除了惩罚他（即滕斯克瓦塔瓦）外别无他法，他一定会得到惩罚的”。:39-4010月29日得到补给后，哈里森留下一个小支队留守哈里森堡，大部队向先知镇前进。:216

## 战役经过

### 战斗序列
- 美国[7]:127-128
  - 总指挥：威廉·亨利·哈里森
  - 第二指挥及部队指挥：约翰·帕克·博伊德（英语：John Parker Boyd）
    - 1个步兵旅：由美国第4步兵团（英语：4th Infantry Regiment (United States)）和民兵组成
    - 2个龙骑兵营
    - 1个直属龙骑兵连“黄夹克（英语：Yellow Jackets (Indiana)）”

- 原住民
  - 精神领袖/先知镇暂时领导：滕斯克瓦塔瓦[9]:56
  - 战斗领导：
    - 白潜鸟（英语：White Loon），韋亞人（英语：Wea）
    - 威纳马克（英语：Winamac），波多沃米人
    - 食石者（英语：Stone Eater），韋亞人

### 第一枪

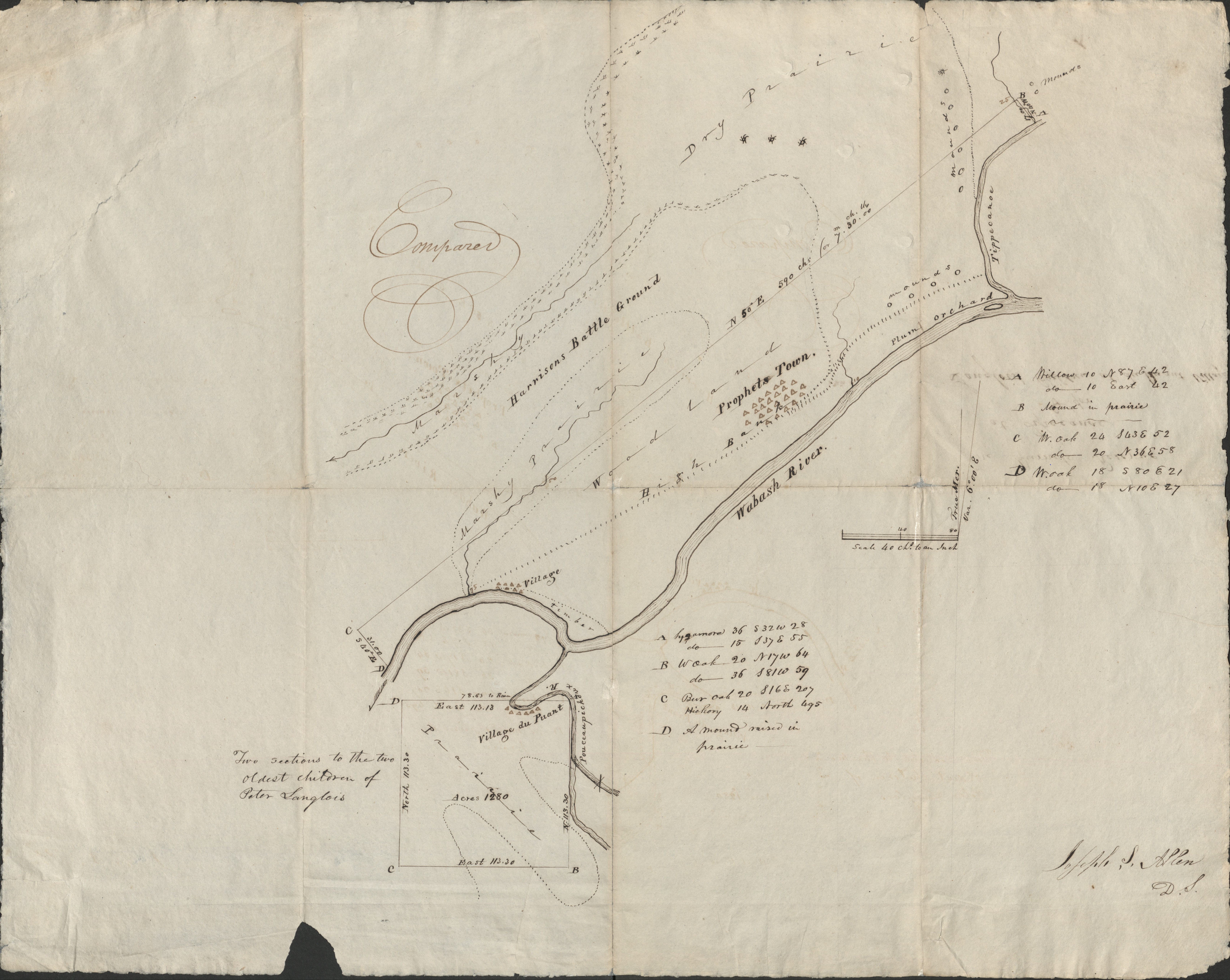
1819年当地地图

1811年11月3日，哈里森的军队跨过弗米利恩河，进入原住民领地。6日，行至先知镇附近，和原住民订于次日早晨进行会谈。军队在伯内特溪（Burnett Creek）旁、高出周围沼泽草原10英尺的一片干燥地块扎营，面向先知镇。哈里森依地形将营地构建为空心梯形，但未构筑防御工事。当夜，哈里森根据约瑟夫·巴塞洛缪中校的建议，让手下着衣枕着手臂睡觉，同时在营地点起篝火。两个连在营地周围负责巡逻警戒。:61
关于开战的起因没有明确历史记录。有的作者认为是波多沃米酋长威纳马克要求开战的，有的作者则认为是滕斯克瓦塔瓦自己的决定。战斗结束后，一名酋长告诉英国印第安代理人，是美军哨兵射杀了两名温尼贝戈战士，激怒了印第安人导致的攻击。特库姆塞的一位副手沙博纳（Shabbona）表示是两个穿着成原住民的英国士兵敦促开战的。滕斯克瓦塔瓦在1816年告诉密西根州州长，自己没有下令开战，而是营地中温尼贝戈人发起的袭击。:61-62:120–121

### 开战
1811年11月7日凌晨4时，在美军营地东北响起了第一声枪声，肯塔基民兵开火射伤了一名进行渗透的原住民战士。紧接着，原住民战士在营地周围发出疯狂的喊叫声，并开始猛烈进攻。美军警戒哨兵立刻放弃了前沿哨位退入营地。营地左翼最先受到攻击，接着是营地的前方、右翼和后方。原住民战士的进攻为大量未经协调的局部攻击，当被击退后会重组并再次进攻。
一开始，左翼一个肯塔基民兵龙骑兵连和一个正规军步兵连结合处遭到了猛烈攻击。哈里森迅速赶往现场，调来旁边的一个正规军步兵连和一个印第安纳民兵连来稳住阵线。在营地前方（即面向先知镇的一侧），士兵开始与树林里的原住民交火。戴维斯组织了大约二十名后备龙骑兵，向树林里的原住民战士发起了一次冲锋但被击退。第4步兵团一个连向原住民战士冲锋并驱赶走了他们。营地西南方向最晚遭到攻击，防守该处的“黄夹克”龙骑兵连和一个民兵步兵连指挥官皆阵亡，两连被打到仅剩一名军官，一个印第安纳龙骑兵连被调往增援该处缺口。:64-66
战斗持续了两个多小时直到天亮，原住民战士的攻势逐渐减弱。位于营地东北侧的威尔斯率先对原住民发起反击，步兵上刺刀，龙骑兵上马发起冲锋，将原住民战士驱逐走。其他方向上的士兵也相继组织了反击。:67-68

### 战后
战斗结束后，原住民战士逃离了这片区域。哈里森的部队承受了约两成的伤亡，手下1名副官战斗中死亡（KIA），2名中校作戰負傷（WIA），1名少校受傷而死亡（DOW）。共计37人战斗中死亡，25人受傷而死亡，126人作戰負傷。:134美军打扫战场时仅俘获一名受伤的印第安酋长。为防止可能出现的再次袭击，美军构筑了胸墙，并在7日当晚保持了全面戒备。因为部队伤亡严重且补给短缺，哈里森没有发起追击。8日清晨，美军前去占领先知镇，发现当地已被遗弃，仅剩一名病重无法逃离的老妇人。在该地找到了5000蒲式耳的玉米和大豆。美军将整座先知镇和所有粮食付之一炬。次日中午留下受伤和酋长和老夫人，全军踏上万塞讷的返程。:70
美洲原住民方的伤亡数不明。根据一位酋长的说法，滕斯克瓦塔瓦战前曾施展咒语，保证战士免受死亡。在阵亡众多被打退回先知镇后，他遭到战士质问其咒语的效果。滕斯克瓦塔瓦归咎于其妻子玷污了魔药，并提出施展新咒语，要战士们再次进攻。战士们拒绝了他再次进攻的要求。:120-121

## 后续
事后，哈里森向尤斯蒂斯通告了这场战斗的细节。:466–471
因为当时人们都在关注拿破崙戰爭，这场战役起初几乎未得到报纸报道。俄亥俄州的一家报纸印制了一份来自肯塔基州的电报，并将这场战斗误表述为美国方失败。:220肯塔基州报纸为戴维斯少校之死（作战中指挥肯塔基民兵龙骑兵）哀悼，并批评了哈里森。东部的《长岛之星》写道，“哈里森和印第安人的交换比，总的来说不是很令人满意”。:199
历史学家长期以来认为，这场战役导致滕斯克瓦塔瓦在部落中失去了威望，不再担任联盟领袖。几位原住民领袖之后与哈里森会面时声称，滕斯克瓦塔瓦的影响力已被摧毁。但也有历史学家认为，这其实是原住民在误导哈里森，滕斯克瓦塔瓦之后仍在联盟中起着重要作用。:222:122
哈里森声称自己赢得了“决定性的胜利”，但在同期印第安代理人、贸易商和公职人员的事件报告中都找不到决定性胜利的说法。:127这次战役使得特库姆塞联盟受挫，之后原住民开始增加对边境的袭击。:260-261肖尼族在第二年重建了一部分先知镇。当1812年战争爆发时，特库姆塞联盟与英国人正式结盟，对抗美国。:134-136
1840年，哈里斯以“蒂珀卡努与泰勒都来了”为口号竞选美国总统。:41

## 纪念

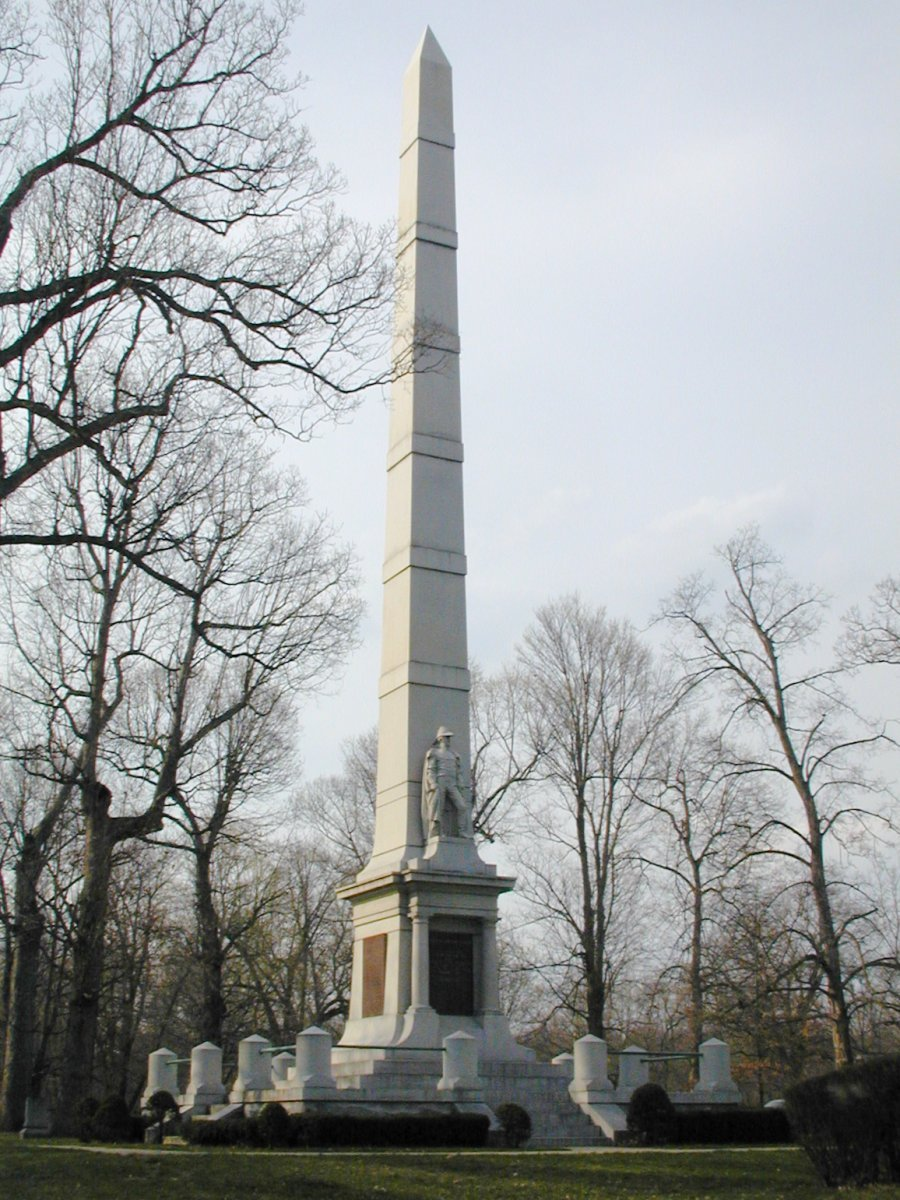
巴特爾格朗德当地纪念碑

现今印第安纳州一些地方以参战的美军士兵命名:78，如：
- 巴塞洛繆縣：约瑟夫·巴塞洛缪（Joseph Bartholomew），营地前方阵地民兵指挥，战斗中受伤
- 戴維斯縣：约瑟夫·戴维斯（Joseph Hamilton Daveiss），后备龙骑兵指挥，战斗中阵亡
- 斯潘塞縣：斯皮尔·斯潘塞（Spier Spencer），营地右翼“黄夹克”龙骑兵连指挥，战斗中阵亡
- 蒂普頓縣：约翰·蒂普顿（John Tipton），营地右翼“黄夹克”龙骑兵连唯一幸存军官
- 沃里克縣：雅各布·沃里克（Jacob Warrick），营地右翼民兵连连长，战斗中阵亡

战场所在地被命名为巴特爾格朗德（Battle Ground），意为“战场”。1908年，巴特爾格朗德当地建造了一座24米高的方尖碑纪念碑。1960年，巴特尔格朗德的蒂珀卡努战场公园被列入美国国家历史名胜。